# كوري مايكل سميث
كوري مايكل سميث (بالإنجليزية: Cory Michael Smith)‏ مواليد 14 نوفمبر 1986 في كولومبوس، هو ممثل أمريكي بدأ مسيرته الفنية عام 2009. لعب دور شخصية إدوارد نيغما في مسلسل غوثام الذي بث على شبكة فوكس التلفزيونية.

## الأعمال
- غوثام
- كارول

## وصلات خارجية
- كوري مايكل سميث على موقع IMDb (الإنجليزية)
- كوري مايكل سميث على موقع قاعدة بيانات الأفلام العربية
- كوري مايكل سميث على موقع ألو سيني (الفرنسية)
- كوري مايكل سميث على موقع أول موفي (الإنجليزية)
- كوري مايكل سميث على موقع قاعدة بيانات برودواي على الإنترنت (الإنجليزية)
- كوري مايكل سميث على موقع قاعدة بيانات الأفلام السويدية (السويدية)
- كوري مايكل سميث على موقع قاعدة بيانات الفيلم (الإنجليزية)
- كوري مايكل سميث على موقع كينوبويسك (الروسية)